# Status of Forces Agreement
Status of Forces Agreement, tzw. SOFA – dwustronne porozumienie o statusie sił zbrojnych USA podpisane 11 grudnia 2009 roku w Warszawie przez premiera Donalda Tuska i wiceprezydenta USA Joe Bidena określające zasady stacjonowania żołnierzy amerykańskich w Polsce przy amerykańskim systemie obrony przeciwrakietowej.